# Homalomena expedita
Homalomena expedita är en kallaväxtart som beskrevs av Alistair Hay och Hersc. Homalomena expedita ingår i släktet Homalomena och familjen kallaväxter. Inga underarter finns listade.